# Janaúba
Janaúba est une municipalité brésilienne de l'État du Minas Gerais et la microrégion de Janaúba.

## Personnalités liées
- Evaldo Silva dos Santos, footballeur y est né en 1983